# NGC 31
NGC 31 ist eine Spiralgalaxie  vom Hubble-Typ Sc im  Sternbild Phönix am Südsternhimmel. Sie ist schätzungsweise 425 Millionen Lichtjahre von der Milchstraße entfernt und hat einen Durchmesser von etwa 160.000 Lichtjahren. Wie bei der Nachbargalaxie NGC 28 könnte es sich bei NGC 31 um ein nichtregistriertes Mitglied des Galaxiehaufens Abell 2731 handeln.
Im selben Himmelsareal befinden sich u. a. die Galaxien NGC 25 und NGC 37.
Das Objekt wurde am 28. Oktober 1834 von dem britischen Astronomen John Herschel entdeckt.